# Difuntos Correa
Difuntos Correa es una banda chilena de rock, formada en Santiago de Chile en 2003.

## Historia
El grupo se formó en el año 2003 en Santiago de Chile a partir de la iniciativa de Sergio "Checho" Gómez, guitarrista que había llegado desde la sureña ciudad de Coyhaique con todas las canciones que llegarían a ser el primer disco del grupo «Tramposo amor».[cita requerida] La banda se articuló a partir de varios vínculos personales y familiares. Sergio y Carlos Gómez, el baterista, son hermanos y con el bajista Miguel Rodríguez eran amigos de infancia en Coyhaique. Carlos Gómez era además, por esa época, cuñado del (ahora ex) vocalista principal y guitarrista rítmico Andrés Olivos. El saxofonista Joaquín Valdivieso y Carlos eran compañeros de estudios en la escuela de Artes Visuales de la Universidad de Chile.[cita requerida]

### Primeras actuaciones de la banda
En el año 2004, los Difuntos Correa dieron sus primeros pasos realizando sus primeras actuaciones en algunos pubs y con un público conformado principalmente por sus círculos de amigos. El apoyo del entorno cercano a la banda y el entusiasmo por las canciones grabadas en demos caseros les dio la motivación por postular estás grabaciones a un FONDART, en el cual proponían la grabación y edición profesional de un álbum. Las canciones, que mayormente conformarían en el futuro el disco Tramposo Amor obtuvo el financiamiento de este concurso, obteniendo recursos para crear una primera producción musical. De modo paralelo, surgió la oportunidad de lanzar este primer disco con la compañía discográfica EMI, gracias a una novedosa alianza con un exitoso cómic creado por Florencia Olivos B. y coproducido por la agencia Ludik y a la excelente proyección musical del grupo. Es así como, en septiembre de 2004, aparecieron en la escena nacional con su primer disco Tramposo amor como una banda más vinculada a lo virtual que a lo real: en el disco, en el sitio web y en el primer videoclip («Arrepentido»), en vez de aparecer los verdaderos músicos, aparecían sus caricaturas diseñadas por Florencia Olivos.

### Éxitos y premios nacionales
En cuanto su primer sencillo «Arrepentido» comenzó a sonar fuertemente en las radios, empezaron a dar numerosos recitales en vivo, a ser invitados a las radios y a la televisión, y fueron gratamente sorprendidos con una nominación en los premios APES como Mejor Banda Joven a fines de 2004. De ese modo, el grupo, sin haberlo decidido conscientemente, comenzó a tomar vida propia y a vivir una curiosa etapa que mezclaba la ficción con la realidad. Recién a comienzos del año 2005, ya de forma absolutamente consciente y con el irrestricto apoyo del sello y de sus propios seguidores, comenzaron definitivamente una etapa de humanización. Es así como su segundo sencillo «Black Dancing» contó con un video en el que se presentaban tal como son: una banda compuesta por músicos de carne y hueso. Ese año, fue el grupo chileno que más recitales hizo en vivo (alrededor de 103 conciertos en total), demostrando así que sus proyecciones iban mucho más allá de lo que todos sus seguidores esperaban en un principio.

### Resucitando la fe en un beso fatal
El año 2006 fue un año de muchos avances y motivaciones especiales para la agrupación. Junto con la obtención de su Disco de Oro por haber vendido más de 10 000 unidades de su primer disco, el grupo trabajó duramente en la grabación de su segundo disco titulado «Resucitando la fe en un beso fatal». En este proceso contaron con el enorme apoyo de Mario Mutis (bajista de Los Jaivas), quién se unió como productor musical del disco. Paralelamente, el éxito de los sencillos lanzados durante ese año, «Pasaje en Avión» y «Tramposo amor», confirmaron que el grupo ya se había ganado un espacio importante en la escena nacional, el que se vio también reflejado en los 106 recitales en vivo realizados (entre ellos los megarrecitales Cristal en vivo y la gira de la Teletón), siendo nuevamente la banda chilena que más tocó durante ese año.

### Giras internacionales
En el año 2007 fue para el grupo exitoso. A su participación en la Cumbre del Rock Chileno, Crush Power Music, Festival del Huaso de Olmué, a una larga gira de verano, a la exitosa presentación en el Vive Latino y a la Participación por segundo año consecutivo en la Gira Teletón, se sumaron la nominación a los premios Altazor como mejor Banda Rock, la nominación a los premios internacionales Premios 40 Principales y el éxito de los 3 nuevos sencillos del segundo disco («Mujer Azul», «Usted» y «El Precio»). El videoclip de «El Precio» fue grabado en Argentina y obtuvo una alta rotación en canales de TV. El año 2008 fue el año de la primera gira al extranjero. Europa fue la primera parada, España, Francia, Suecia acogió lo que se denominó Rock from the end of the world, con resultados que se plasmaron en su siguiente álbum.

### Ilusionismo
En el año 2009, el grupo lanzó su tercer álbum, titulado Ilusionismo, ahora como parte del catálogo del sello Alerce y reactivado como sexteto, sin la presencia de Joaquín Valdivieso. Esta producción logró obtener apoyo del Fondart para su creación. Este tercer disco de la banda fue registrado en Estudio IPCH, Tarkus Estudio y Estudio Master de Radio Horizonte. 

### Alienación y rearticulación
Los años 2010-2013 suponen un período de funcionamiento irregular, en que Andrés Olivos se enfocó en la producción de otros proyectos musicales y Miguel Rodríguez se alejó de la banda. En noviembre de 2012, Andrés Olivos anunció en su página Facebook que César Fuentes, Erasmo Menares y él mismo habían decidido abandonar la banda por «diferencias personales y artísticas con el resto de los integrantes». El regreso de Miguel Rodríguez y Joaquín Valdivieso en 2013 selló la alienación del conjunto, Sergio Gómez asumiendo la voz principal del grupo. La banda anunció una rearticulación ese mismo año.

### El aprendiz
En el año 2013, los Difuntos Correa editaron su cuarto trabajo discográfico, titulado El aprendiz, con el sello Plaza Independencia. Con esta producción bajo el brazo, la banda exploró musicalmente un rock crudo, dejando de lado su característico sonido de metales. La gira de promoción de este disco incluyó lugares nunca antes explorados, citando como ejemplo: en conjunto con CNCA Cultura Aysén conciertos y clínicas en las comunas de toda la Patagonia. México fue su destino en dos extensas giras, México DF, Guadalajara, Puerto Vallarta entre otros lugares sirvieron para promocionar en vivo, radio y televisión esta producción musical.

## Receso y regreso a los escenarios
La banda entró en receso el año 2014. Diez años después, en el año 2024 con motivo del vigésimo aniversario de "Tramposo Amor", la banda anunció por redes sociales su regreso con todos sus integrantes originales y una serie de conciertos en Copiapó, Quilpue y Santiago. 

## Integrantes

### Miembros actuales
- Andrés Olivos, voz y guitarra rítmica (2003 - 2012, actualidad).[1]
- Dan Zamora, guitarra rítmica (2013 - actualidad)[1]
- Joaquín Valdivieso, saxo, flauta y bongó (2003 - 2009, 2013 - actualidad)[1]
- Miguel Rodríguez, bajo, coros (2003 - 2010, 2013 - actualidad)[1]
- Carlos "Charly" Gómez, batería (2003 - actualidad)[1]

### Miembros antiguos
- Erasmo Menares, trompeta (2003 - 2012).[1]
- César Fuentes, trombón (2003 - 2012).[1]
- Sergio Carlini,[8] percusiones[9] (2011)[cita requerida]

## Discografía
- Tramposo amor (2004)
- Resucitando la fe en un beso fatal (2006)
- Ilusionismo (2009)
- El aprendiz (2013)

## Sencillos
| Año  | Canción                      | Máxima posición     | Álbum                              |
| Año  | Canción                      | CHL[cita requerida] | Álbum                              |
| ---- | ---------------------------- | ------------------- | ---------------------------------- |
| 2003 | «Arrepentido»                | -                   | Tramposo amor                      |
| 2004 | «Black Dancing»              | —                   | Tramposo amor                      |
| 2004 | «Pasaje en Avión»            | —                   | Tramposo amor                      |
| 2005 | «Tramposo Amor»              | —                   | Tramposo amor                      |
| 2006 | «Mujer Azul»                 | —                   | Resucitando la fe en un beso fatal |
| 2007 | «Ud!»                        | —                   | Resucitando la fe en un beso fatal |
| 2007 | «El Precio»                  | —                   | Resucitando la fe en un beso fatal |
| 2008 | «Dame un minuto más»         | —                   | Resucitando la fe en un beso fatal |
| 2008 | «Se me olvidó»               | 56                  | Ilusionismo                        |
| 2009 | «Ilusionismo»                | 98                  | Ilusionismo                        |
| 2009 | «El tiempo en las bastillas» | 91                  | Ilusionismo                        |
| 2010 | «Perdóname»                  | 95                  | sin álbum                          |
| 2010 | «Juego con fuego»            | —                   | sin álbum                          |
| 2013 | «Nunca te lo dije»           | —                   | El aprendiz                        |
| 2014 | «Llévame de aquí»            | —                   | El aprendiz                        |